# Lunfardo
Lunfardo är en spansk slang som utvecklats sedan sekelskiftet 1900 runt Río de la Plata, främst hos arbetarklassen i Buenos Aires och Montevideo.